# Malvina Bråkenhielm
Malvina Bråkenhielm, née Hilda Ingeborg Malvina Gabriella Runsten, le 25 décembre 1853 et morte le 25 décembre 1928, est une écrivaine suédoise ayant écrit plusieurs romans et de nombreuses nouvelles. Elle est philanthrope et a également joué et enseigné la musique.

## Biographie
Malvina Bråkenhielm est née à Norrköping le jour de Noël 1853. Son père, Jonas Bernhard Runsten, est pasteur et député. Ses parents ont une grande ferme à Sollefteå. Comme ses cinq sœurs, elle est musicienne et étudie à l'Académie de musique de Stockholm. Sa mère, Ottilia Löfvander, est une amie du « rossignol suédois » Jenny Lind. Sa famille vit la moitié de l'année à Stockholm où son père s'occupe de ses fonctions parlementaires. Sa sœur aînée Laura Fitinghoff est également écrivaine et elle décrit la famine des années 1860 (en) où la famille aidait ceux qui étaient dans le besoin. Témoin de la philanthropie de sa mère, Malvina adopte sa vision caritative.
En 1873, elle épouse Johan Nikolaus Reenstierna et trois ans plus tard, elle est mère de deux enfants et veuve. Elle donne des concerts pour récolter des fonds et commence à écrire. En 1884, elle publie son premier livre, Skisser och berättelser (« Esquisses et histoires »), un an avant sa sœur, sous le nom de plume de Rachel.
En 1889, elle prend le nom de Bråkenhielm lorsqu'elle épouse Carl Bråkenhielm en mai de la même année à New York. En décembre, son nouveau mari, de santé fragile, se met à boire. Elle se retrouve veuve pour la deuxième fois et mère d'un troisième enfant. Elle retourne en Suède en cachant certains des détails de son mariage à ses sœurs.
Dans sa vie, elle écrit plus de 30 romans et 250 nouvelles. Elle travaille comme professeur de chant à Uppsala mais la pauvreté l'a finalement conduite à vivre avec sa sœur Laura, mais cela pose problème. Le succès de Laura avec son livre, Les Enfants du Grand Fjell (Barnen ifrån Frostmofjället) en 1907 et sa jeune fille Rosa suscitent jalousie et disputes.
Comme sa mère et malgré sa propre pauvreté, Malvina se tourne vers la philanthropie.
Elle meurt dans la paroisse de Kungsholms le 25 décembre 1928.

## Œuvres

### Romans
- (sv) Skisser och berättelser, 1884
- (sv) Fjällrosorna, 1891
- (sv) Vildörnen, 1900
- (sv) Rika Kjellsons arfvinge, 1903
- (sv) Solviksbarnen, 1907
- (sv) Bertils nya hem, 1909
- (sv) Caja, 1911
- (sv) En skandal, 1911
- (sv) Fattigdoktorn, 1912
- (sv) Marja och hennes syskon, 1912
- (sv) Den nye godsherren, 1912
- (sv) Sonja, 1912
- (sv) Tioöresföreningen för "Själfhjälp", 1912
- (sv) Zigenarblod, 1912
- (sv) Ett felsteg, 1913
- (sv) Lifdömd, 1915
- (sv) Pennstänk, 1915
- (sv) Amerikafeber, 1916
- (sv) Man och hustru, 1916
- (sv) Lottsedeln, 1917
- (sv) Zigenarflickan, 1919
- (sv) Britts samvetsäktenskap, 1920